# 어피인장함
어피인장함(魚皮印章函)은 사찰에 소장되어 있는 인궤(印櫃)의 일반적인 형태인 정방형 몸체와 제형(梯形) 뚜껑을 지닌 상자이다. 
2018년 12월 5일 문화재 지정예고를 거쳐, 2019년 2월 13일 부산광역시의 유형문화재 제196호로 지정되었다.

## 지정 사유
부산박물관 소장 어피인장함은 사찰에 소장되어 있는 인궤(印櫃)의 일반적인 형태인 정방형 몸체와 제형(梯形) 뚜껑을 지닌 상자이다. 다만 인장함의 모서리와 각이 지는 부분에 1~2개로 규칙적인 구조로 마름모 형태의 감잡이를 접어서 붙인 후 못을 박았다. 앞면에는 화염문형태의 타원형의 자물쇠 앞바탕을 부착하고 자물쇠 배목까지만 짧은 뻗침대를 내렸다. 인장함의 양 옆에는 화형(花形) 바탕에 둥근 고리형 손잡이가 1개식 부착되어 있으며, 뒷면 2곳에는 제비초리형태의 경첩을 크게 부착하였다. 제형 뚜껑에는 몸체와 같이 우진각에 마름모 형태의 감잡이로 결구하고 있으며 정상부에는 화형 받침에 율각형 꼭지가 달려 있기도 하다. 그리고 외부 밑바닥은 사어피로 감싸서 마감하였고 그 네 귀에는 나무로 깎은 유두형 발이 마련해 놓았다. 인장함 내부에는 뚜껑받침과 함께 전체가 연하게 주칠되어 있는 상태이며, 백자천손(百子千孫)이 선조된 자물쇠는 기증시에 없었던 것으로 기증 이후에 달았다고 한다.
부산박물관 소장 어피인장함은 사어피의 결손이 미미하고 모서리 각 면마다 마름모 형태의 감잡이가 크게 부착되어 있는 독특한 두석장식을 지닌 유물이다. 따라서 조선후기 동시대에 사찰 인궤로서의 용도 및 유형으로 제작되었던 일반적인 양식과는 다른 특이한 양식을 보여주고 있어 주목된다. 또한 이 인장함의 조성연대가 오래되었음에도 불구하고 전제적인 보존상태 및 어피가 잘 남아있는 유물이라 더욱 가치가 크다.

## 참고 문헌
- 어피인장함 - 국가유산청 국가유산포털